# República de Jolodnoyarsk
La República de Jolodnoyarsk, República del Jolodny Yar o República del Barranco Frío (en ucraniano: Холодно́ярська Респýбліка) fue autoproclamada como una formación estatal en el territorio de la República Popular Ucraniana, su capital fue el pueblo de Melnyký en el área del bosque Jolodny Yar. La República de Jolodnoyarsk fue el último territorio en el que los ucranianos continuaron luchando por un estado ucraniano independiente antes de anexión de Ucrania a la Unión Soviética como la RSS de Ucrania, por lo que fue una parte importante de la Guerra de Independencia de Ucrania. Durante la era soviética, la historia de esta entidad y sus figuras fue silenciada o distorsionada porque podría haber conducido a un resurgimiento de un movimiento de independencia ucraniano.

## Historia

### Establecimiento
A consecuencia de la Revolución de Octubre, los residentes de la aldea de Melnyký, a voluntad del abad para proteger el monasterio de robos, se creó una unidad de autodefensa de 22 personas bajo el liderazgo de Oleksa Chuchupak. 

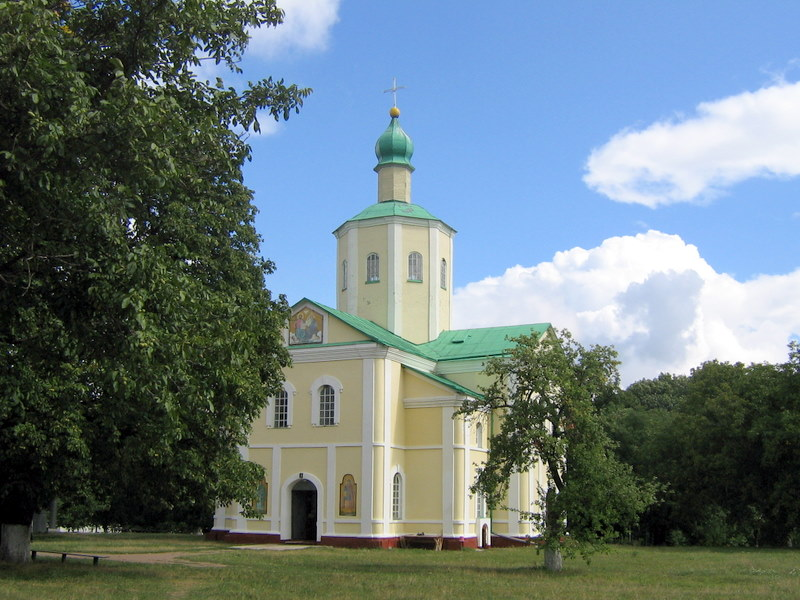
Iglesia de la Trinidad del Monasterio Motroninsky: el centro del movimiento insurgente

Más tarde, en 1919, el destacamento se convirtió en un regimiento y Vasyl Chuchupak fue elegido comandante del regimiento (antes de eso era un alférez del Ejército Imperial Ruso y profesor). Su hermano Petró Chuchupak se convirtió en jefe de personal del regimiento. Durante la ocupación de Ucrania por el Ejército de Voluntarios, el regimiento participó en su expulsión de Cherkasy, el regimiento llegó a contar con 2.000 personas.
Posteriormente, se formó la República de Jolodnoyarsk, cuyo territorio cubría más de 25 aldeas circundantes y tenía alrededor de 15 000 campesinos insurgentes, cuyos soldados se llamaban cosacos y sus comandantes Hetmans (en memoria de la tradición militar de los cosacos). 
Entre 1918 y 1922, el Monasterio ortodoxo de Motroninsky se convirtió en el centro del movimiento insurgente ucraniano contra los ocupantes alemanes e invasores rusos (blancos y rojos), liderados por los hermanos Chuchupaki. 

### Caída de la república

Vasyl Chuchupak fue el atamán jefe de Jolodnoyarsk.

Una de las etapas de la operación especial de la Checa para liquidar la República de Jolodnoyarsk fue la llamada «amnistía» prometida a los insurgentes que se rindieron voluntariamente.
El 4 de agosto de 1921, en Zhabotyn, Iván Petrenko, Derkach, Vasylenko, Oleksa Chuchupak, Stepán Chuchupak, Temny, Lytvynenko, Pinchenko, Ponomarenko, Wislow y más de 20 hetmans y 76 guardias de seguridad fueron amnistiados. Después de eso, los «amnistiados» escribieron una carta al resto de hetmanes pidiendo el fin de la lucha y pasarse al bando bolchevique.
Los bolcheviques rusos planearon asesinar a los hetmanes amnistiados desde el principio, pero no se atrevieron a hacerlo hasta noviembre de 1921, cuando se propusieron eliminar no solo a los hetmanes sino también a todo el movimiento insurgente de Jolodnoyarsk. La represión contra la población se convirtió en el principal medio para combatir la insurgencia, las familias de los insurgentes y las personas que ayudaron a los insurgentes fueron desalojados, se les confiscaron bienes, inventario y suministros de alimentos, todas las personas sanas fueron enviadas a unidades de trabajo, las personas discapacitadas fueron ubicadas en ciudades y pueblos.
La República de Jolodnoyarsk duró hasta 1922, cuando los bolcheviques capturaron a los hetmanes restantes en una emboscada y fueron encarcelados en la prisión de Kiev. En un intento por liberarse, tomaron las armas y intentaron combatir a los guardias, debido a la gran inferioridad numérica todos murieron de forma heroica.

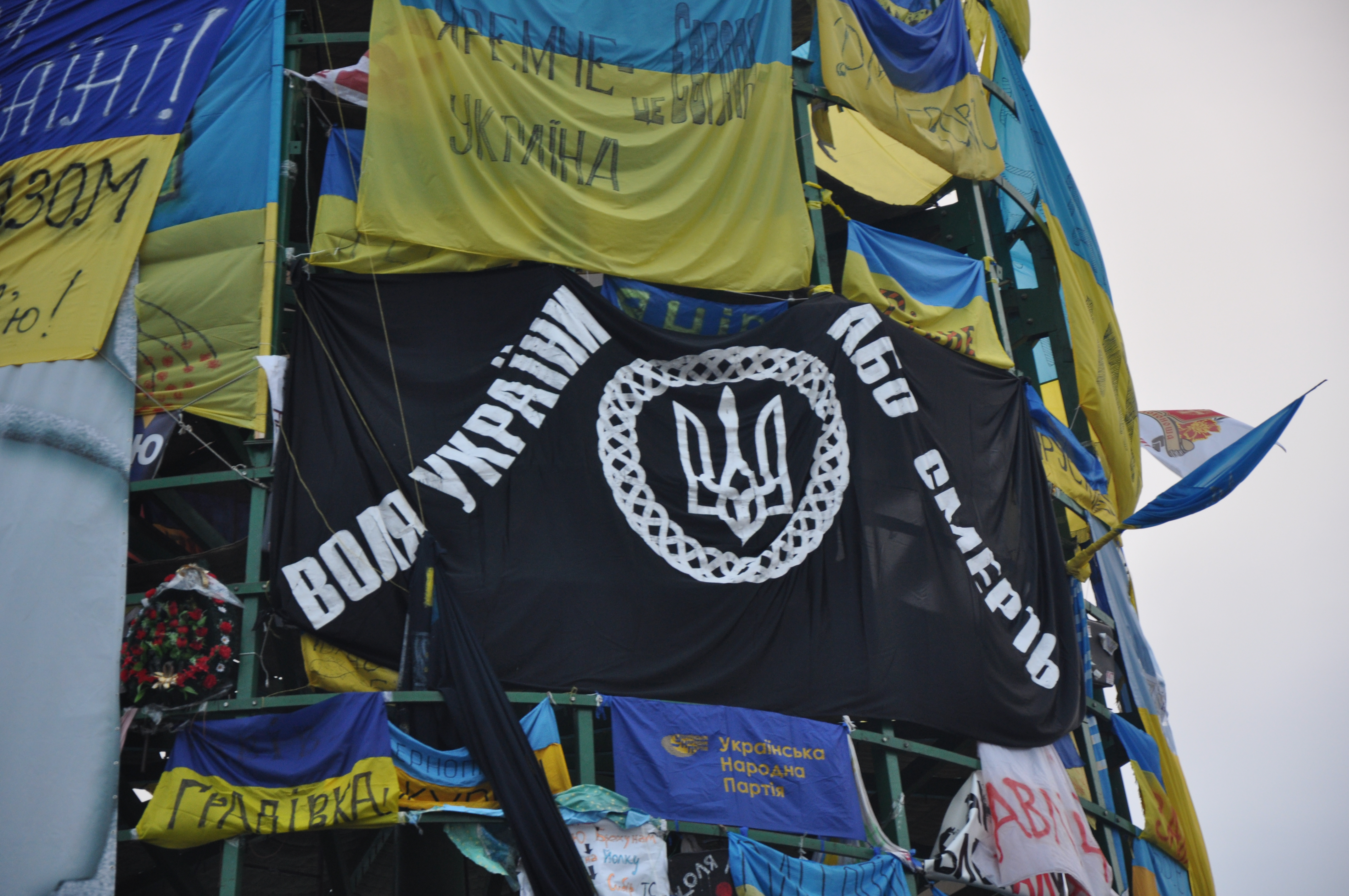
Bandera de los insurgentes de Jolodnoyarsk durante el Euromaidán en Kiev, 2014.

### Legado
En el siglo XXI, la bandera de la República de Jolodnoyarsk fue utilizada durante las manifestaciones de Euromaidán y por el Regimiento Azov. En enero de 2018, la 93a Brigada Mecanizada del ejército ucraniano recibió el nombre honorario «Jolodnyi Yar» como referencia al movimiento partidista de la república.

## Conmemoración
Yurii Gorlis-Gorsky, que participó en estos acontecimientos, escribió la novela documental "Jolodny Yar" 

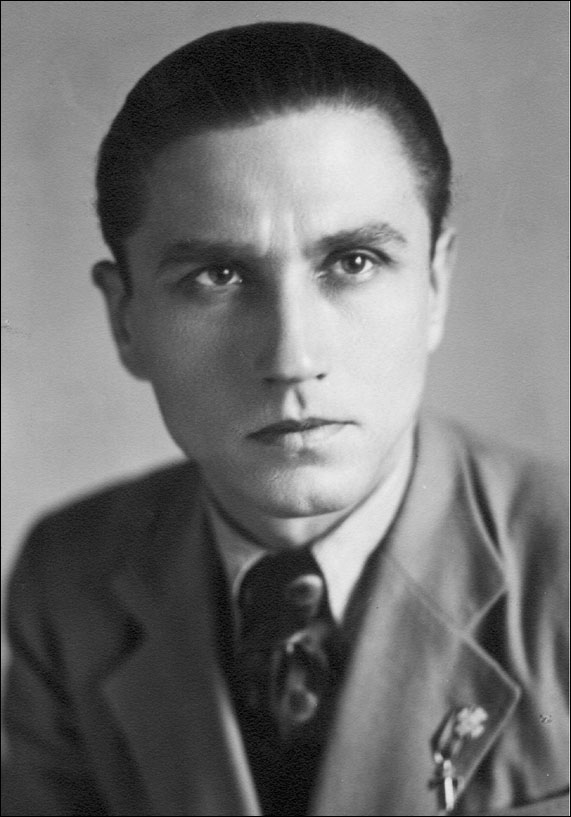
Yurii Gorlis-Gorsky

En 2019 se rodó el largometraje "Cuervo negro" (en ucraniano: Чорний Ворон), cuyo personaje principal es un atamán llamado Ivan Chornovus, a quien los residentes locales apodaron Cuervo negro por haber luchado durante más tiempo contra la ocupación.
Con el comienzo de la guerra ruso-ucraniana, el 93ª Brigada Mecanizada pasó a llamarse en honor a aquellos que lucharon por la libertad de Ucrania hasta el final y utiliza los símbolos de los partisanos de Jolodny Yar.